# Auf- und Abblenden
Auf- und Abblenden (englisch fade-in, fade-out) sind filmische Gestaltungsmittel, die zuweilen eingesetzt werden, um Szenen deutlich voneinander abzugrenzen. Während eine Aufblende den Beginn einer Sequenz kennzeichnet, wird deren Ende durch eine Abblende markiert. Auch Anfang und Ende eines Films können mit einer Auf- bzw. Abblende gekennzeichnet werden. Auf- und Abblenden entsprechen dann dem Vorhang im Theater.
Klassisch erfolgt die Aufblende aus Schwarz heraus in eine Szene des Films, die Abblende aus der Szene heraus nach Schwarz. Die Auf- und Abblende kann jedoch auch in Weiß bzw. aus Weiß sowie beim Farbfilm in eine Farbe hinein bzw. aus einer Farbe heraus erfolgen. Auch der Übergang aus einem oder in ein unscharfes Bild kann als eine Form von Auf- bzw. Abblende betrachtet werden.
In der Frühzeit des Films zunächst sehr verbreitet war die Auf- oder Abblende mit einer Irisblende. Dabei wird das Bild bei der Abblende vom Bildrand her dunkler und verengt sich kreisförmig auf die Bildmitte hin bis zum völligen Dunkel des Films, bei der Aufblende beginnt die Aufhellung umgekehrt als Punkt in der Mitte des Bildes, der sich bis zur völlig aufgeblendeten Szene kreisförmig bis zu den Rändern erweitert. Es war üblich, diesen Übergang direkt bei der Aufnahme zu erzeugen, die Irisblende war dabei der Optik der Kamera vorgelagert. Mit der Entwicklung der Filmtechnik wurden das Auf- oder Abblenden dieser und anderer Übergänge nicht mehr direkt bei der Aufnahme, sondern später beim Kopierprozess in den Film eingebaut. Beim elektronischen Schnitt können solche Blenden mittlerweile per Mischer oder Composer produziert werden, bei der digitalen Montage können eine Vielzahl von Übergängen per Software in den Film integriert werden. Dabei wird die klassische Irisblende mittlerweile kaum noch verwendet.
Auf- und Abblende werden oft zusammen verwendet und dienen dem Aufbau der narrativen Struktur des Films. Durch sie können sowohl zeitliche als auch örtliche Übergänge verdeutlicht werden, sie setzen Zäsuren im Film und zeigen das Ende oder den Anfang eines Settings in Raum und Zeit an. Als künstliche Effekte unterbrechen sie dabei aber den Erzählfluss und können einem Film einen episodenhaften Charakter verleihen. Dies kann die Distanz zwischen Publikum und Geschichte erhöhen.
Durch die Kombination beider Techniken, klassisch verbunden mit dem Rückspulen des Films in der Kamera, entsteht eine Überblendung.